# Praxis International
Praxis International: A Philosophical Journal foi uma revista acadêmica publicada de 1981 a janeiro de 1994, sucessora da revista Praxis e sucedida pela revista Constellations: An International Journal of Critical and Democratic Theory. Os primeiros coeditores da Praxis Internacional foram Richard J. Bernstein e Mihailo Marković. A partir de 1986, os coeditores foram Seyla Benhabib e Svetozar Stojanović.

## História
Em 1975, tornou-se impossível publicar a revista Praxis, dadas as condições cada vez mais repressivas na República Socialista Federativa da Iugoslávia. No mesmo ano, em janeiro, oito professores universitários, membros da escola da Práxis, foram expulsos da Faculdade de Filosofia em Belgrado, com base em uma decisão da Assembleia da Sérvia.
Os membros do grupo Práxis tentaram em várias ocasiões retomar a publicação da revista Praxis. O insucesso dessas tentativas foi o motivo principal para vários membros do grupo passarem então a tentar publicar a revista no exterior, cujo resultado foi, em abril de 1981, a revista Praxis International, editada e publicada em Oxford, no espírito da revista Praxis original.